# Карлсбад (шахматный турнир)
Карлсбад — международный турнир по шахматам, проводившийся на чехословацком курорте Карловы Вары (Карлсбад) в первой половине XX века. Занимает видное место в истории шахмат ввиду сильного состава участников. Успешному проведению Карлсбадских турниров способствовал президент местного шахматного клуба В. Тиц (1859—1937).

## Победители в Карлсбаде
1. 1907 — Акиба Рубинштейн
2. 1911 — Рихард Тейхман
3. 1923 — Александр Алехин, Ефим Боголюбов, Геза Мароци
4. 1929 — Арон Нимцович
5. 1948 — Ян Фолтыс (вторая половина турнира состоялась на курорте Марианске-Лазне)
6. 2007 — Сергей Мовсесян